# Seznam medailistů na mistrovství Československa a Česka mužů a žen v běhu na 1 500 m

### Muži
| Rok          | Místo              | Zlato               | Výkon           | Stříbro             | Bronz               |
| ------------ | ------------------ | ------------------- | --------------- | ------------------- | ------------------- |
| MR ČSR 1945  | Praha              | Přemysl Dolenský    | 4:05,0          | Emil Zátopek        | Luboš Vomáčka       |
| MR ČSR 1946  | Praha              | Václav Čevona       | 3:55,8          | Luboš Vomáčka       | Přemysl Dolenský    |
| MR ČSR 1947  | Praha              | Luboš Vomáčka       | 4:03,4          | Jindřich Roudný     | Ladislav Steiner    |
| MR ČSR 1948  | Praha              | Václav Čevona       | 3:57,8          | Jindřich Roudný     | Jan Pán             |
| MR ČSR 1949  | Praha              | Milan Švajgr        | 4:02,6          | Jaroslav Slavíček   | Josef Trnka         |
| MR ČSR 1950  | Bratislava         | Václav Čevona       | 3:54,2          | Jaroslav Slavíček   | Miroslav Koubek     |
| MR ČSR 1951  | Brno               | Václav Čevona       | 3:50,0          | Stanislav Jungwirth | Miroslav Koubek     |
| MR ČSR 1952  | Praha              | Stanislav Jungwirth | 3:49,4          | Václav Čevona       | Jaroslav Slavíček   |
| MR ČSR 1953  | Praha              | Stanislav Jungwirth | 3:48,2          | Dušan Čikel         | Bořivoj Pojezný     |
| MR ČSR 1954  | Ostrava            | Stanislav Jungwirth | 3:51,4          | Alexander Zvolenský | Václav Čevona       |
| MR ČSR 1955  | Brno               | Alfréd Stržínek     | 3:54,4          | Bořivoj Pojezný     | Václav Aim          |
| MR ČSR 1956  | Bratislava         | Alexander Zvolenský | 3:48,0          | Václav Jozefy       | Antonín Kamenský    |
| MR ČSR 1957  | Praha              | Alexander Zvolenský | 3:54,9          | Dušan Čikel         | Václav Jozefy       |
| MR ČSR 1958  | Ostrava            | Stanislav Jungwirth | 3:43,7          | Alexander Zvolenský | Jan Gála            |
| MR ČSR 1959  | Praha              | Petr Hellmich       | 3:50,7          | Jaroslav Peter      | Alexander Zvolenský |
| MR ČSSR 1960 | Brno               | Alexander Zvolenský | 3:49,6          | Antonín Mildner     | Stanislav Jungwirth |
| MR ČSSR 1961 | Praha              | Tomáš Salinger      | 3:55,6          | Pavel Faschingbauer | Petr Holas          |
| MR ČSSR 1962 | Ostrava            | Tomáš Salinger      | 3:46,6          | Miroslav Jůza       | Petr Hellmich       |
| MR ČSSR 1963 | Hradec Králové     | Tomáš Salinger      | 3:51,7          | Miroslav Jůza       | Karel Szotkowski    |
| MR ČSSR 1964 | Praha              | Josef Odložil       | 3:45,6          | Miroslav Jůza       | Tomáš Salinger      |
| MR ČSSR 1965 | Zábřeh             | Josef Odložil       | 3:44,9          | Miroslav Jůza       | Tomáš Salinger      |
| MR ČSSR 1966 | Třinec             | Josef Odložil       | 3:44,4          | Stanislav Hoffman   | Miroslav Jůza       |
| MR ČSSR 1967 | Sokolov            | Josef Odložil       | 3:57,8          | Petr Bláha          | Stanislav Hoffman   |
| MR ČSSR 1968 | Jablonec nad Nisou | Pavel Pěnkava       | 3:53,7          | Josef Odložil       | Josef Horčic        |
| MR ČSSR 1969 | Považská Bystrica  | Pavel Pěnkava       | 3:54,7          | Petr Bláha          | Stanislav Hoffman   |
| MR ČSSR 1970 | Ostrava            | Pavel Pěnkava       | 3:43,2          | Petr Bláha          | Josef Horčic        |
| MR ČSSR 1971 | Praha              | Pavel Pěnkava       | 3:46,4          | Ivan Kováč          | Vladimír Duda       |
| MR ČSSR 1972 | Praha              | Ivan Kováč          | 3:48,0          | Petr Bláha          | Josef Němec         |
| MR ČSSR 1973 | Banská Bystrica    | Pavel Pěnkava       | 3:48,5          | Ivan Kováč          | Vladimír Duda       |
| MR ČSSR 1974 | Praha              | Ivan Kováč          | 3:49,4          | Štefan Polák        | Jozef Noskovič      |
| MR ČSSR 1975 | Bratislava         | Ján Šišovský        | 3:42,3          | Štefan Polák        | Jozef Noskovič      |
| MR ČSSR 1976 | Třinec             | Ján Šišovský        | 3:46,36         | Jozef Lenčéš        | Ivan Kováč          |
| MR ČSSR 1977 | Ostrava            | Arpád Bari          | 3:45,1          | Tomáš Linhart       | Milan Richtárik     |
| MR ČSSR 1978 | Praha              | Jozef Plachý        | 3:42,31         | Jozef Lenčéš        | Arpád Bari          |
| MR ČSSR 1979 | Praha              | Jozef Lenčéš        | 3:56,1          | Arpád Bari          | Jan Holberg         |
| MR ČSSR 1980 | Praha              | Jozef Plachý        | 3:41,0          | Arpád Bari          | Václav Pátek        |
| MR ČSSR 1981 | Ostrava            | Arpád Bari          | 3:47,46         | Jozef Plachý        | Václav Pátek        |
| MR ČSSR 1982 | Praha              | Josef Vedra         | 3:44,69         | Arpád Bari          | Vladimír Slouka     |
| MR ČSSR 1983 | Praha              | Josef Vedra         | 3:44,09         | Pavel Šourek        | Jiří Klesnil        |
| MR ČSSR 1984 | Praha              | Josef Vedra         | 3:41,76         | Pavol Klimeš        | Peter Klimeš        |
| MR ČSSR 1985 | Praha              | Pavel Michálek      | 3:42,01         | Josef Vedra         | Jan Kraus           |
| MR ČSSR 1986 | Bratislava         | Jan Kraus           | 3:43,60         | Vladimír Slouka     | Pavel Michálek      |
| MR ČSSR 1987 | Třinec             | Jan Kraus           | 3:44,00         | Zdeněk Dúbravčík    | Milan Drahoňovský   |
| MR ČSSR 1988 | Praha              | Radim Kunčický      | 3:48,87         | Jan Kraus           | Zdeněk Dúbravčík    |
| MR ČSSR 1989 | Banská Bystrica    | Pavel Šourek        | 3:48,13         | Milan Drahoňovský   | Zdeněk Dúbravčík    |
| MR ČSFR 1990 | Praha              | Milan Drahoňovský   | 3:50,20         | Pavel Šourek        | Jan Kraus           |
| MR ČSFR 1991 | Ostrava            | Milan Drahoňovský   | 3:52,05         | Oto Oreško          | Radim Kunčický      |
| MR ČSFR 1992 | Nitra              | Radim Kunčický      | 3:41,27         | Jiří Šoptenko       | Milan Drahoňovský   |
| MR ČR 1993   | Jablonec nad Nisou | Milan Drahoňovský   | 3:49,82         | Radim Kunčický      | Lukáš Vydra         |
| MR ČR 1994   | Jablonec nad Nisou | Milan Drahoňovský   | 3:49,8          | Michael Nejedlý     | Tomáš Novotný       |
| MR ČR 1995   | Ostrava            | Milan Drahoňovský   | 3:51,11         | Tomáš Novotný       | Pavel Faschingbauer |
| MR ČR 1996   | Praha              | Miloslav Suchý      | 3:50,00         | Lukáš Vydra         | Stanislav Vrba      |
| MR ČR 1997   | Třinec             | Miloslav Suchý      | 3:54,58         | Stanislav Vrba      | Luboš Pokorný       |
| MR ČR 1998   | Jablonec nad Nisou | Ondřej Moravec      | 3:51,32         | Martin Jareš        | Vladimír Pospíšil   |
| MR ČR 1999   | Ostrava            | Lubomír Pokorný     | 3:52,82         | Ondřej Holub        | Vladimír Pospíšil   |
| MR ČR 2000   | Plzeň              | Michal Šneberger    | 3:50,43         | Vladimír Pospíšil   | Ondřej Moravec      |
| MR ČR 2001   | Jablonec nad Nisou | Michal Šneberger    | 3:46,74         | Vladimír Pospíšil   | Martin Jareš        |
| MR ČR 2002   | Ostrava            | Michal Šneberger    | 3:45,01         | Vladimír Bartůněk   | Petr Hubáček        |
| MR ČR 2003   | Olomouc            | Petr Mlateček       | 3:53,32         | Petr Hubáček        | Karel Váňa          |
| MR ČR 2004   | Plzeň              | Vladimír Bartůněk   | 4:04,34         | Vladimír Pospíšil   | Petr Hubáček        |
| MR ČR 2005   | Kladno             | Vladimír Bartůněk   | 3:52,53         | Jan Tománek         | Adam Císař          |
| MR ČR 2006   | Praha              | Petr Doubravský     | 3:51,92         | Libor Stožek        | Tomáš Harom         |
| MR ČR 2007   | Třinec             | Václav Janoušek     | 3:47,89         | Vladimír Bartůněk   | Roman Hurtík        |
| MR ČR 2008   | Tábor              | Vladimír Bartůněk   | 3:52,84         | Tomáš Bednář        | Tomáš Belada        |
| MR ČR 2009   | Praha              | Tomáš Belada        | 3:52,85         | Jakub Živec         | Tomáš Bednář        |
| MR ČR 2010   | Třinec             | Milan Kocourek      | 3:49,76         | Jakub Živec         | Petr Vitner         |
| MR ČR 2011   | Brno               | Vladimír Bartůněk   | 3:54,12         | Lukáš Kourek        | Adam Kouba          |
| MR ČR 2012   | Vyškov             | Lukáš Kourek        | 3:51,83         | Roman Rudolecký     | Ondřej Klesnil      |
| MR ČR 2013   | Tábor              | Milan Kocourek      | 3:55,07         | Petr Vitner         | Ondřej Klesnil      |
| MR ČR 2014   | Ostrava            | Petr Vitner         | 3:49,82         | Daniel Grecman      | Ondřej Klesnil      |
| MR ČR 2015   | Plzeň              | Petr Vitner         | 3:47,96         | Ondřej Chour        | Miroslav Burian     |
| MR ČR 2016   | Tábor              | Jan Friš            | 3:50,92         | Petr Vitner         | Jan Sýkora          |
| MR ČR 2017   | Třinec             | Filip Sasínek       | 3:43,51         | Jan Kubista mladší  | Ondřej Chour        |
| MR ČR 2018   | Kladno             | Jan Friš            | 3:55,06         | Jan Sýkora          | Daniel Kotyza       |
| MR ČR 2019   | Brno               | Jakub Holuša        | 3:44,96         | Filip Sasínek       | Viktor Šinágl       |
| MR ČR 2020   | Plzeň              | Filip Sasínek       | 3:36,72 Rek. MR | Jan Friš            | Viktor Šinágl       |
| MR ČR 2021   | Zlín               | Viktor Šinágl       | 3:42,71         | Jan Friš            | Adam Dvořáček       |
| MR ČR 2022   | Hodonín            | Filip Sasínek       | 3:38,06         | Jan Friš            | Lukáš Symerský      |
| MR ČR 2023   | Tábor              | Filip Sasínek       | 3:38,71         | Jan Friš            | Jakub Davidík       |
| MR ČR 2024   | Zlín               | Jan Friš            | 3:43,86         | Nico Boketta        | Martin Zajíc        |
| MR ČR 2025   |                    |                     |                 |                     |                     |

### Ženy
| Rok          | Místo              | Zlato                  | Výkon           | Stříbro                | Bronz                  |
| ------------ | ------------------ | ---------------------- | --------------- | ---------------------- | ---------------------- |
| MR ČSSR 1969 | Považská Bystrica  | Jaroslava Jehličková   | 4:37,4          | Vlasta Vydrářová       | Naděžda Varcabová      |
| MR ČSSR 1970 | Ostrava            | Marie Pospíšilová      | 4:35,5          | Jarmila Hradecká       | Naděžda Varcabová      |
| MR ČSSR 1971 | Praha              | Jaroslava Jehličková   | 4:26,3          | Emília Přivřelová      | Zdena Krčmářová        |
| MR ČSSR 1972 | Praha              | Jaroslava Jehličková   | 4:25,2          | Emília Přivřelová      | Naděžda Varcabová      |
| MR ČSSR 1973 | Banská Bystrica    | Božena Sudická         | 4:25,0          | Emília Přivřelová      | Naděžda Varcabová      |
| MR ČSSR 1974 | Praha              | Božena Sudická         | 4:24,6          | Naděžda Varcabová      | Ivana Říhová           |
| MR ČSSR 1975 | Bratislava         | Božena Sudická         | 4:20,7          | Helena Nerudová        | Miroslava Margoldová   |
| MR ČSSR 1976 | Třinec             | Helena Nerudová        | 4:24,4          | Miroslava Margoldová   | Jaroslava Pokorná      |
| MR ČSSR 1977 | Ostrava            | Božena Sudická         | 4:18,2          | Ludmila Černá          | Jaroslava Pokorná      |
| MR ČSSR 1978 | Praha              | Helena Ledvinová       | 4:17,69         | Drahomíra Zvoníčková   | Ludmila Češková        |
| MR ČSSR 1979 | Praha              | Božena Sudická         | 4:24,5          | Ludmila Češková        | Jarmila Urbanová       |
| MR ČSSR 1980 | Praha              | Ludmila Češková        | 4:26,3          | Ľudmila Melicherová    | Drahomíra Zvoníčková   |
| MR ČSSR 1981 | Ostrava            | Ludmila Češková        | 4:24,95         | Ivana Kleinová         | Dagmar Šubrtová        |
| MR ČSSR 1982 | Praha              | Jana Červenková        | 4:19,68         | Božena Vykydalová      | Alena Kučeríková       |
| MR ČSSR 1983 | Praha              | Jana Kučeríková        | 4:20,7          | Jindřiška Červená      | Vlasta Holubová        |
| MR ČSSR 1984 | Praha              | Ivana Kleinová         | 4:16,49         | Iva Jurková            | Jana Kučeríková        |
| MR ČSSR 1985 | Praha              | Jana Kučeríková        | 4:15,42         | Věra Nožičková         | Ivana Hlaváčková       |
| MR ČSSR 1986 | Bratislava         | Ivana Walterová        | 4:11,67         | Věra Nožičková         | Alena Močáriová        |
| MR ČSSR 1987 | Třinec             | Jana Červenková        | 4:22,87         | Ivana Vopatová         | Zuzana Medveďová       |
| MR ČSSR 1988 | Praha              | Věra Nožičková         | 4:13,99         | Alena Močáriová        | Monika Zientková       |
| MR ČSSR 1989 | Banská Bystrica    | Milena Strnadová       | 4:22,87         | Jana Kučeríková        | Monika Zientková       |
| MR ČSFR 1990 | Praha              | Jana Kučeríková        | 4:20,73         | Iva Jurková            | Jana Švejdová          |
| MR ČSFR 1991 | Ostrava            | Alena Grešáková        | 4:26,30         | Věra Kunčická          | Jana Švejdová          |
| MR ČSFR 1992 | Nitra              | Věra Kunčická          | 4:27,00         | Jana Kučeríková        | Alena Grešáková        |
| MR ČR 1993   | Jablonec nad Nisou | Ivana Kubešová         | 4:20,15         | Věra Kunčická          | Jana Kučeríková        |
| MR ČR 1994   | Jablonec nad Nisou | Věra Kunčická          | 4:29,0          | Jana Kučeríková        | Monika Kostková        |
| MR ČR 1995   | Ostrava            | Andrea Šuldesová       | 4:18,85         | Romana Sanigová        | Jarmila Halířová       |
| MR ČR 1996   | Praha              | Romana Sanigová        | 4:24,03         | Jarmila Halířová       | Renata Hoppová         |
| MR ČR 1997   | Třinec             | Renata Hoppová         | 4:35,35         | Jana Klimešová         | Jarmila Halířová       |
| MR ČR 1998   | Jablonec nad Nisou | Michaela Kutišová      | 4:35,61         | Renata Hoppová         | Jana Biolková          |
| MR ČR 1999   | Ostrava            | Andrea Šuldesová       | 4:15,49         | Renata Hoppová         | Jana Biolková          |
| MR ČR 2000   | Plzeň              | Renata Hoppová         | 4:14,37         | Andrea Šuldesová       | Helena Šimková         |
| MR ČR 2001   | Jablonec nad Nisou | Renata Hoppová         | 4:27,06         | Helena Šimková         | Marcela Lustigová      |
| MR ČR 2002   | Ostrava            | Renata Hoppová         | 4:20,43         | Lenka Švaňhalová       | Michaela Mannová       |
| MR ČR 2003   | Olomouc            | Andrea Šuldesová       | 4:14,57         | Renata Hoppová         | Lucie Müllerová        |
| MR ČR 2004   | Plzeň              | Andrea Šuldesová       | 4:15,92         | Simona Vrzalová        | Lucie Müllerová        |
| MR ČR 2005   | Kladno             | Marcela Lustigová      | 4:22,90         | Lucie Müllerová        | Lenka Formanová        |
| MR ČR 2006   | Praha              | Tereza Čapková         | 4:26,86         | Lucie Müllerová        | Petra Ivanová          |
| MR ČR 2007   | Třinec             | Marcela Lustigová      | 4:25,15         | Tereza Čapková         | Lucie Sárová           |
| MR ČR 2008   | Tábor              | Marcela Lustigová      | 4:33,19         | Tereza Čapková         | Petra Fousková         |
| MR ČR 2009   | Praha              | Tereza Čapková         | 4:18,15         | Lenka Masná            | Lenka Všetečková       |
| MR ČR 2010   | Třinec             | Marcela Lustigová      | 4:23,96         | Květa Pecková          | Adéla Hoffmannová      |
| MR ČR 2011   | Brno               | Marcela Lustigová      | 4:22,24         | Eva Krchová            | Kristiina Sasínek Mäki |
| MR ČR 2012   | Vyškov             | Tereza Čapková         | 4:12,49         | Lucie Sekanová         | Lucie Špatenková       |
| MR ČR 2013   | Tábor              | Lucie Sekanová         | 4:18,96         | Diana Mezuliáníková    | Eva Krchová            |
| MR ČR 2014   | Ostrava            | Kristiina Sasínek Mäki | 4:27,17         | Lenka Masná            | Lucie Sakanová         |
| MR ČR 2015   | Plzeň              | Kristiina Sasínek Mäki | 4:25,48         | Tereza Čapková         | Moira Stewartová       |
| MR ČR 2016   | Tábor              | Simona Vrzalová        | 4:14,45         | Kristiina Sasínek Mäki | Tereza Čapková         |
| MR ČR 2017   | Třinec             | Kristiina Sasínek Mäki | 4:14,52         | Simona Vrzalová        | Lucie Sekanová         |
| MR ČR 2018   | Kladno             | Lucie Sekanová         | 4:21,51         | Renata Vocásková       | Karolína Sasynová      |
| MR ČR 2019   | Brno               | Kristiina Sasínek Mäki | 4:25,95         | Lucie Sekanová         | Renata Vocásková       |
| MR ČR 2020   | Plzeň              | Simona Vrzalová        | 4:17,41         | Moira Stewartová       | Pavla Štoudková        |
| MR ČR 2021   | Zlín               | Diana Mezuliáníková    | 4:09,66 Rek. MR | Kristiina Sasínek Mäki | Simona Vrzalová        |
| MR ČR 2022   | Hodonín            | Anna Šimková           | 4:28,03         | Iveta Rašková          | Lucie Sekanová         |
| MR ČR 2023   | Tábor              | Kristiina Sasínek Mäki | 4:12,71         | Soňa Kouřilová         | Pavla Štoudková        |
| MR ČR 2024   | Zlín               | Kristiina Sasínek Mäki | 4:12,90         | Diana Mezuliáníková    | Pavla Štoudková        |
| MR ČR 2025   |                    |                        |                 |                        |                        |